# Appareil stéréoscopique
 (juin 2020).
Si vous disposez d'ouvrages ou d'articles de référence ou si vous connaissez des sites web de qualité traitant du thème abordé ici, merci de compléter l'article en donnant les références utiles à sa vérifiabilité et en les liant à la section « Notes et références ».
Un appareil stéréoscopique (plus court : appareil stéréo) est un appareil photographique rassemblant deux chambres photographiques ou deux capteurs - et donc deux objectifs - placés côte à côte de manière solidaire dans un même boîtier, destiné à produire commodément et dans un même instant un couple stéréoscopique, c'est-à-dire deux photographies jumelles (mais non semblables) en vue de la restitution du relief ou, si l’on préfère, de la 3e dimension.

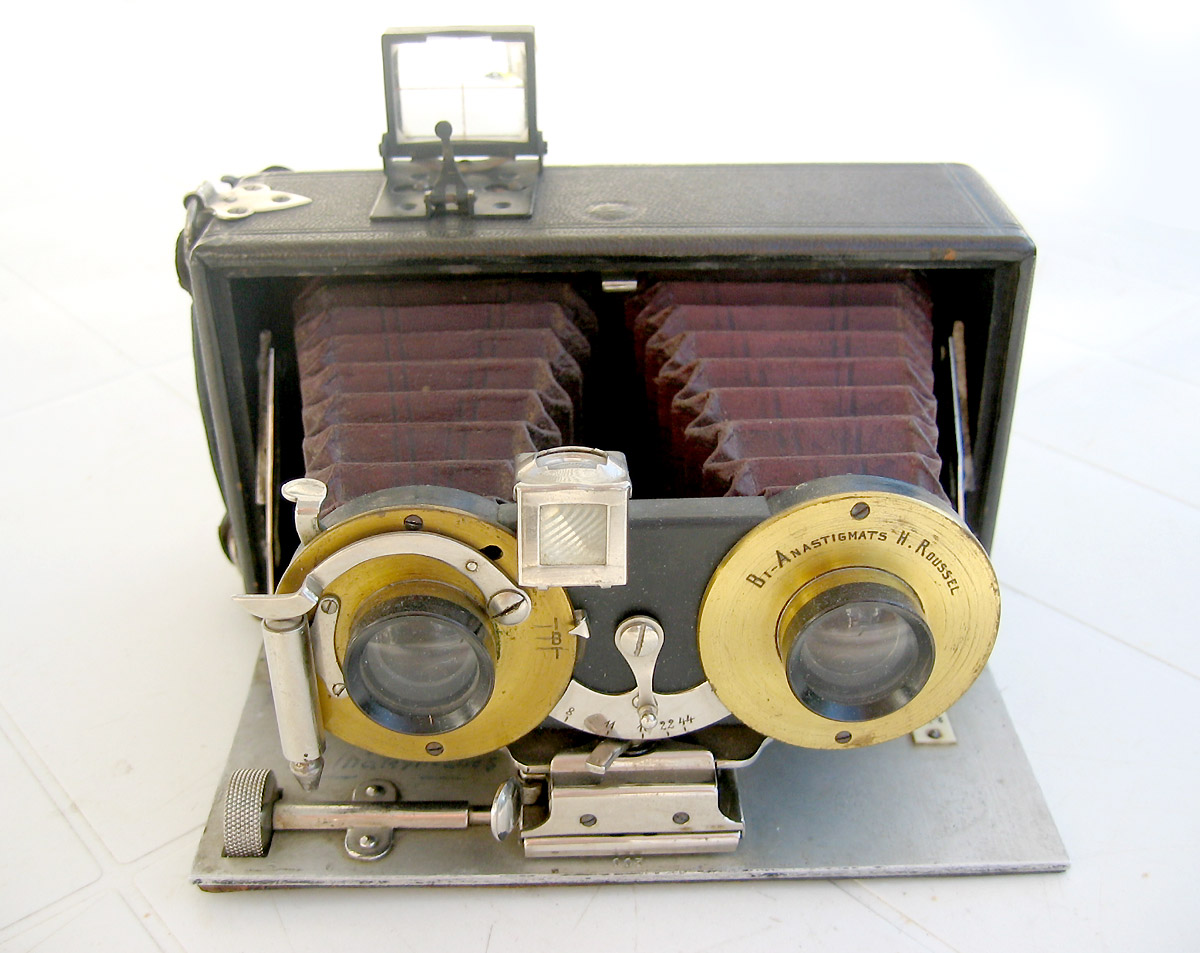
« Le Rêve », appareil stéréoscopique français, 1904

## Histoire des appareils stéréoscopiques
La stéréoscopie a, jusqu’à présent, connu quatre grandes vagues correspondant à des changements techniques radicaux. Les appareils stéréoscopiques ont suivi l’évolution technologique, tout comme leurs cousins monoscopiques (ou monoculaires), mais toujours avec quelques années d’écart, temps nécessaire à la réflexion et à la conception de machines sérieuses et utilisables. De plus, les stéréoscopistes, peu enclins à la précipitation, aiment bien voir une technique se stabiliser quelque peu avant de se l’approprier et de l’adapter de manière définitive à leurs besoins spécifiques.

### L’appareil stéréo des années 1850

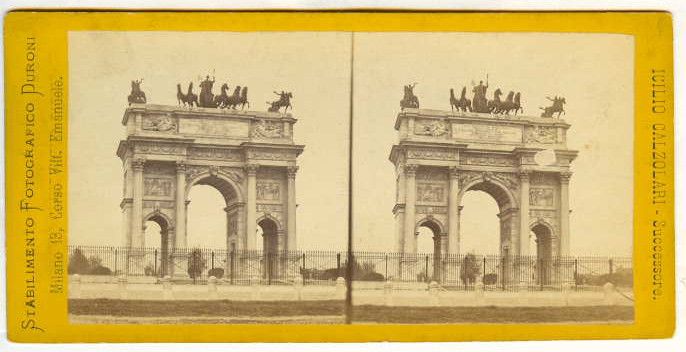
Carte stéréoscopique : l'Arco della Pace à Milan, photographie d'Icilio Calzolari, 1869.

Les premiers appareils photographiques stéréo ont été construits en 1849. L'appareil stéréoscopique des pionniers de la photographie est fabriqué par des ébénistes, tout comme les appareils « normaux ». Un même corps en bois noble, soigneusement construit, rassemble les deux chambres séparées par une cloison verticale médiane. Il appartient à l’usager de choisir ses objectifs chez l’opticien de son choix. Ces appareils sont rarement construits en série, et correspondent plutôt à des commandes individuelles de photographes de métier, selon l’usage qu’ils veulent en faire.
Il n’est pas question, à cette époque, de photographie d’amateur : le photographe, stéréoscopiste ou non, doit préparer sur place son émulsion photographique, qu’il étale convenablement sur des plaques de verre appropriées au format de son appareil.
Ces formats sont peu standardisés, ou pas du tout, mais la largeur de chaque élément du couple se situe autour de huit centimètres, ce qui procure une sensation de relief assez prononcée, dont la clientèle des cartes stéréoscopiques alors très en vogue en Europe et en Amérique ne se plaint généralement pas.
Une construction typique de cette époque est un corps en ébénisterie avec un tiroir de mise au point à crémaillère, qui porte les deux objectifs à monture en laiton, pourvus de diaphragmes parfois couplés par une biellette commune.
Les bouchons jouent le rôle d’obturateur. Un bouchon double à charnière horizontale garantit un temps de pose égal des deux côtés.

### L’appareil stéréo des années 1900

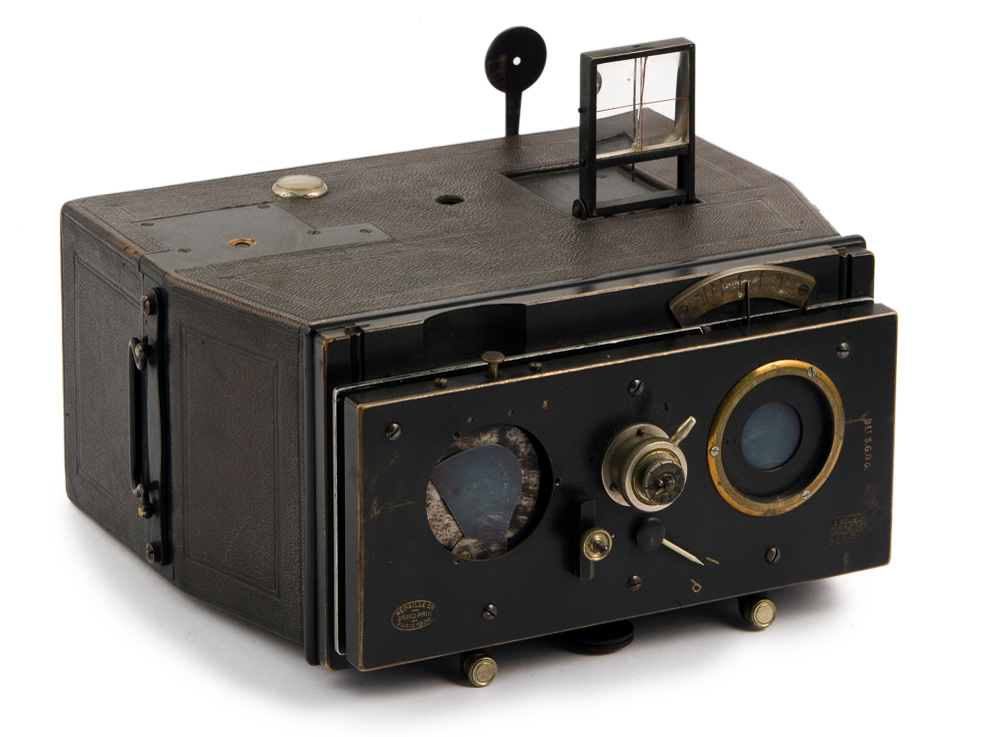
Jumelles stéréoscopiques inventées par Henri Bellieni.

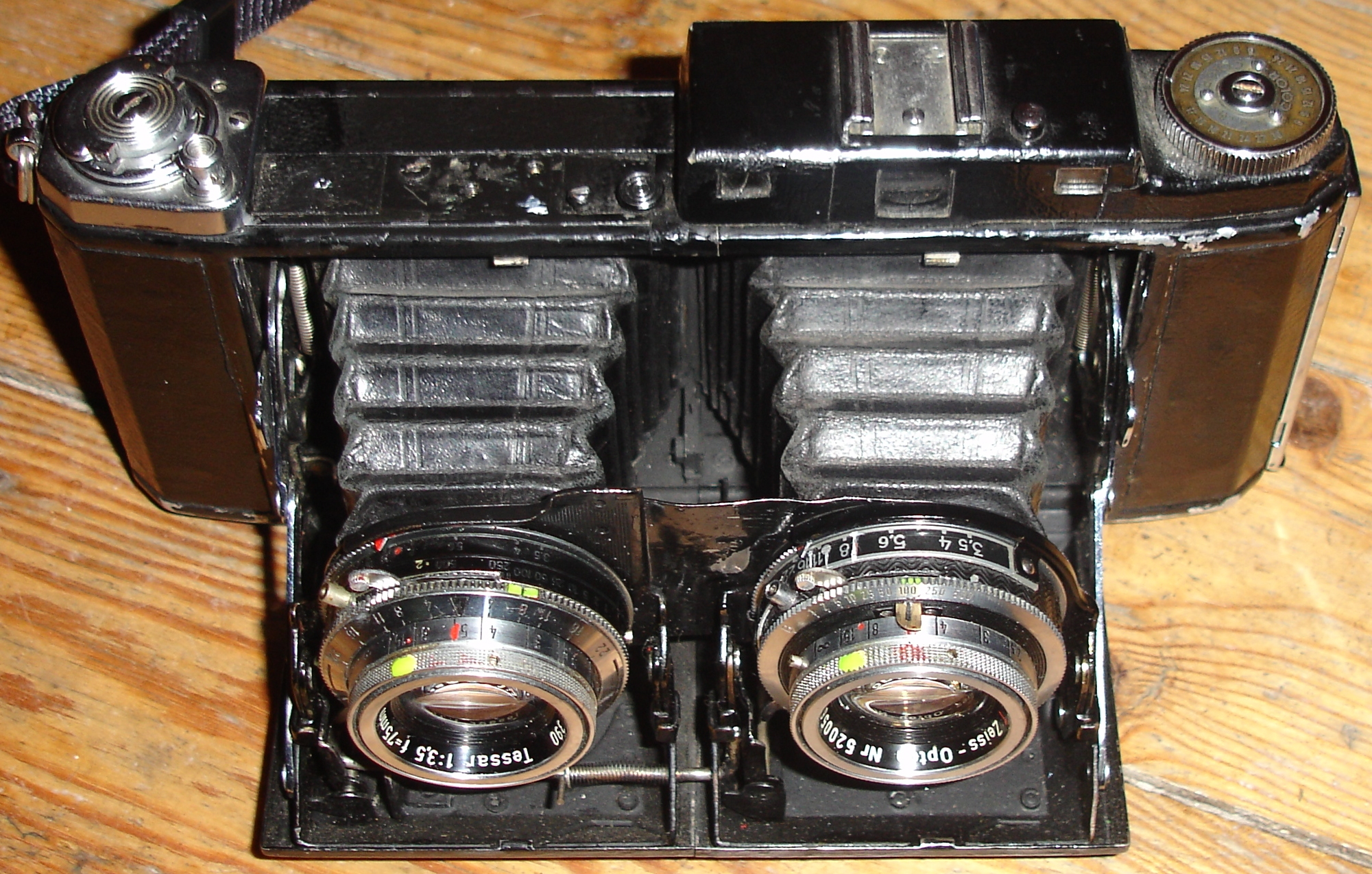
Appareil stéréo des années 1930

Le premier appareil photographique stéréo commercialement répandu était le Vérascope de Jules Richard, en 1893. C'était un appareil à plaques de verre au format 45 × 107 mm.
Dès la fin du siècle, la technique a changé, la clientèle aussi.
Il est désormais possible d’acheter les plaques photographiques en boîtes cartonnées d’une douzaine, toutes prêtes à l’emploi.
Il est apparu une clientèle nouvelle de voyageurs aisés, désireux de conserver des souvenirs vivants de leurs pérégrinations, mais aussi de fougueux jeunes gens à casquette ou à canotier, nettement moins argentés, mais tout autant curieux que leurs aînés de pratiquer un art ou un divertissement si nouveau et, disons-le, si astucieux.
Ces deux catégories veulent des appareils aisément transportables. Cela les dissuade d’emporter avec eux de grandes chambres photographiques : ils se tournent donc en rangs serrés vers la stéréoscopie, par essence de petit format.
Cette fois, les appareils sont bel et bien fabriqués en série, mais toujours avec des moyens artisanaux.
Aux plus fortunés sont proposés des appareils rigides, en bois ou en métal, gainés ou non. Les obturateurs, les diaphragmes, les rampes de mise au point sont soigneusement couplés par des systèmes de biellettes articulées sur des bagues concentriques entourant chacun des objectifs, eux-mêmes très élaborés, souvent de type Tessar ou équivalent.
Les plus jeunes ont droit à des appareils moulés en bakélite dépourvus de tout réglage et munis d’objectifs simples.
Entre ces deux extrêmes, il existe toute une catégorie d’appareils stéréoscopiques à soufflet simple ou double, généralement construits en bois gainé.
Les formats tendent enfin à se normaliser, et l’on rencontre bientôt de manière exclusive le 6 × 13 cm (double 6 × 6 cm), lancé en 1893, bientôt suivi du petit format 45 × 107 mm (double 4 × 4 cm).
Ces appareils et ces formats perdurent jusqu'en 1939, avec, vers la fin, une forte prépondérance de la pellicule par rapport aux plaques de verre, qui assurent pourtant une meilleure planéité.

### L’appareil stéréo des années 1950

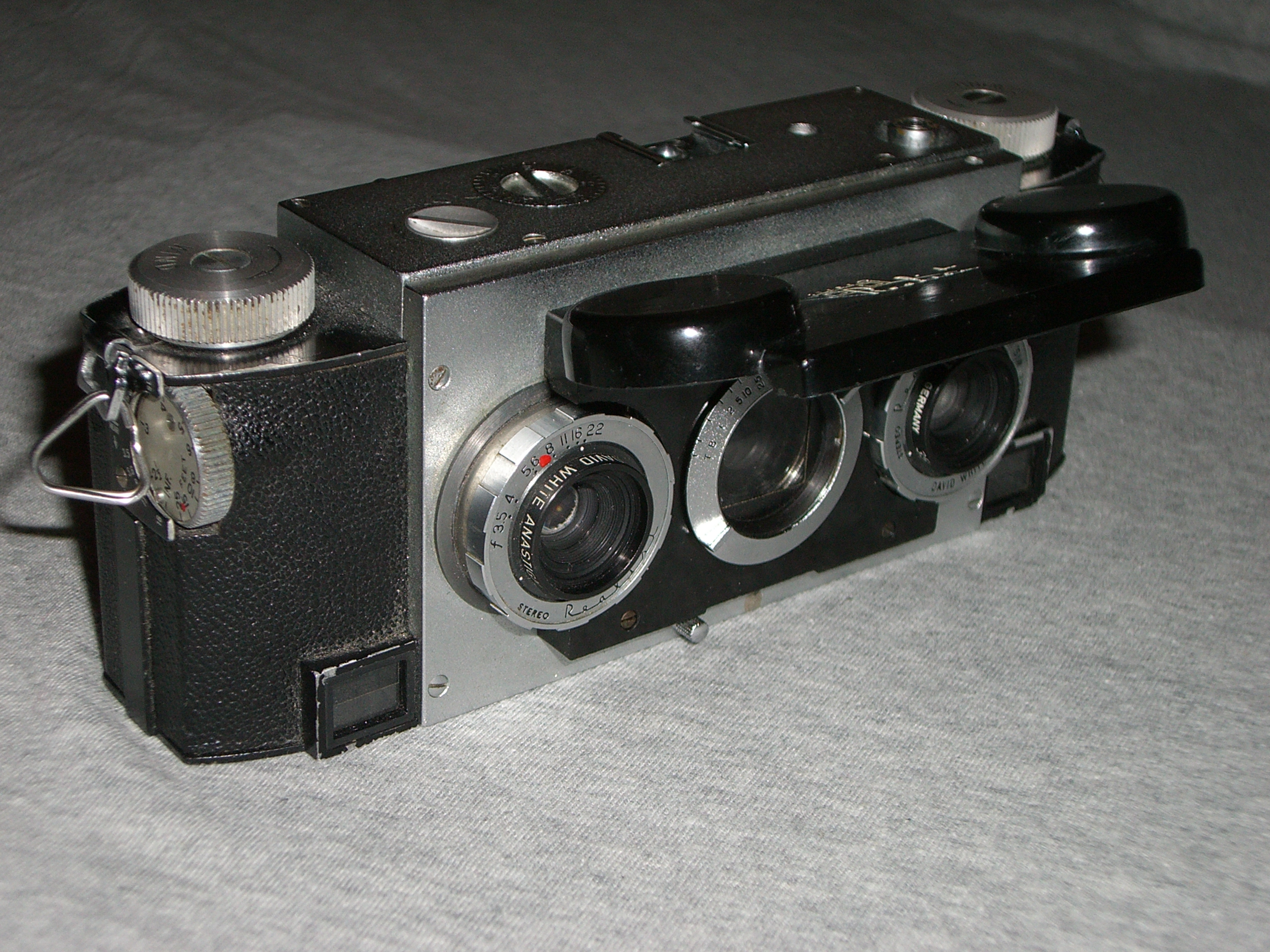
Stereo Realist, appareil stéréo, Milwaukee (WI), 1946-1973

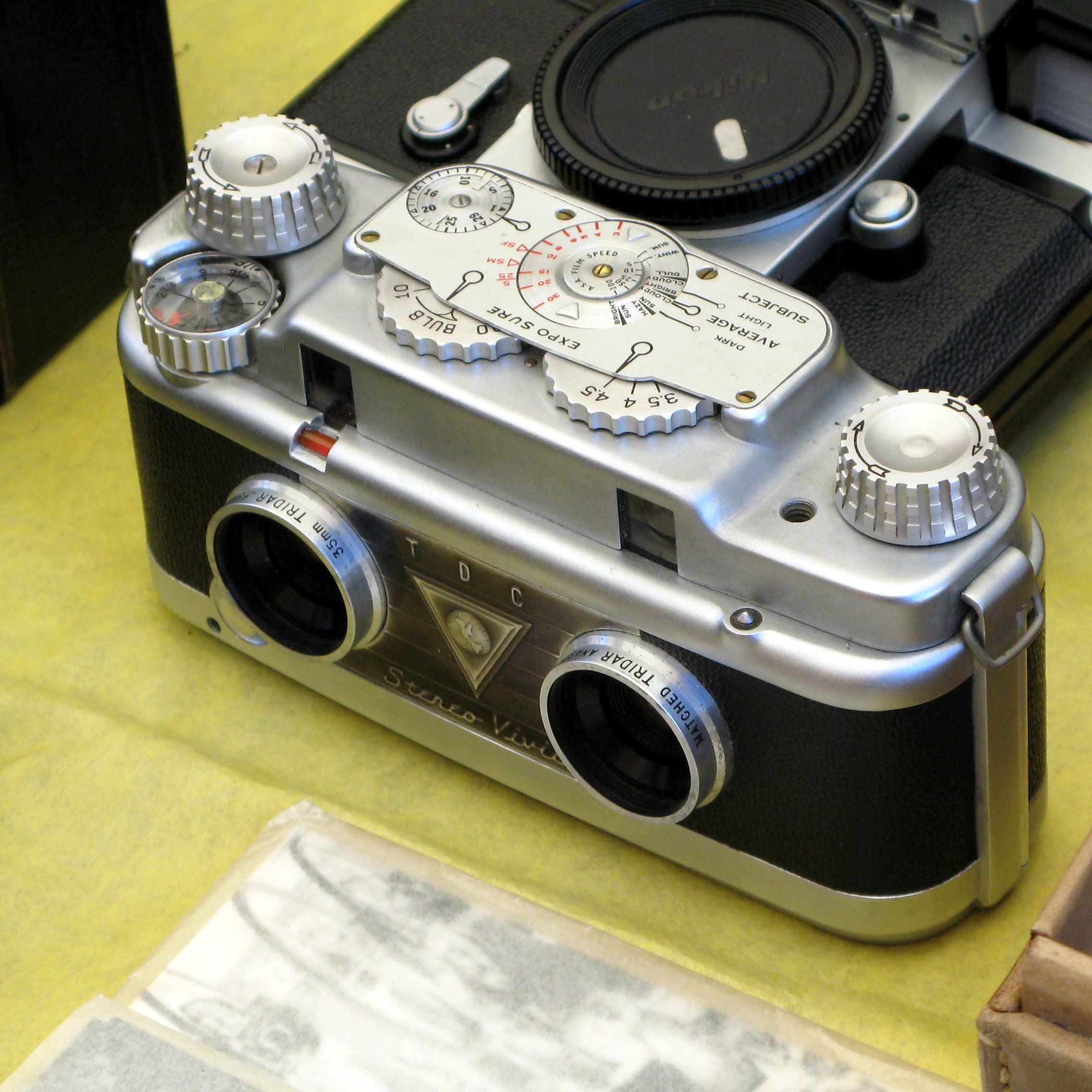
Stereo-Vivid,, Bell & Howell, 1954

Changement de décor, là encore. Au sortir de la guerre, faute de mieux, on continue peut-être le 6 × 13 des années 1930, mais on regarde très fort du côté de l’Amérique qui vient d’inventer le Kodachrome. Des artisans ont l’idée de mettre du film cinéma 35 mm dans des appareils stéréo. Ainsi, on aura tout à la fois le relief et la couleur moderne ! Le Vérascope 40 de Jules Richard est lancé en 1939. C’est un appareil cher, mais très prisé, fabriqué par un atelier de mécanique de précision. Sa production restera toujours confidentielle. Il reste en vente jusqu'en 1967.
Il n’en est pas de même en Amérique, où le Stereo Realist va connaître, de 1946 à 1971, avec un apogée en 1954, un véritable engouement de la part d’un public averti ou succombant aux charmes d’une publicité tapageuse : comment résister, quand on voit un Realist entre les mains du président Eisenhower ou des plus grandes vedettes d’Hollywood, comme Harold Lloyd, Bob Hope ou Humphrey Bogart ? Après cette date, le quart de million environ d’appareils stéréoscopiques à film 35 mm produits aux États-Unis essentiellement, mais aussi en Europe, notamment par la firme allemande RBT, et même au Japon pour les derniers d’entre eux, suffira à satisfaire les besoins des stéréoscopistes du monde entier jusqu’à l’aube du troisième millénaire.

### L’appareil stéréo des années 2000

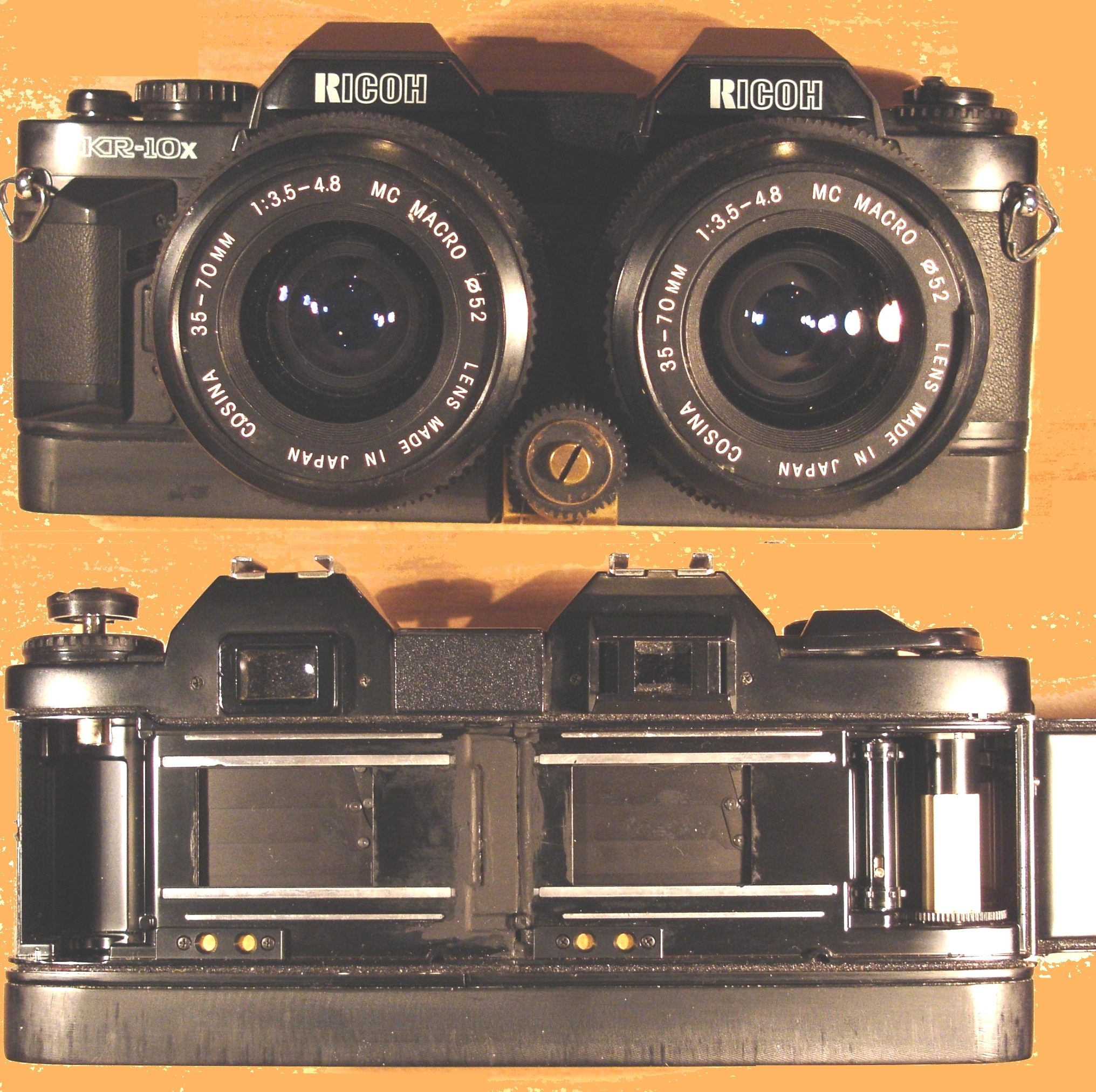
Appareil stéréo réflex, double 24 × 36, créé par un mécanicien néerlandais

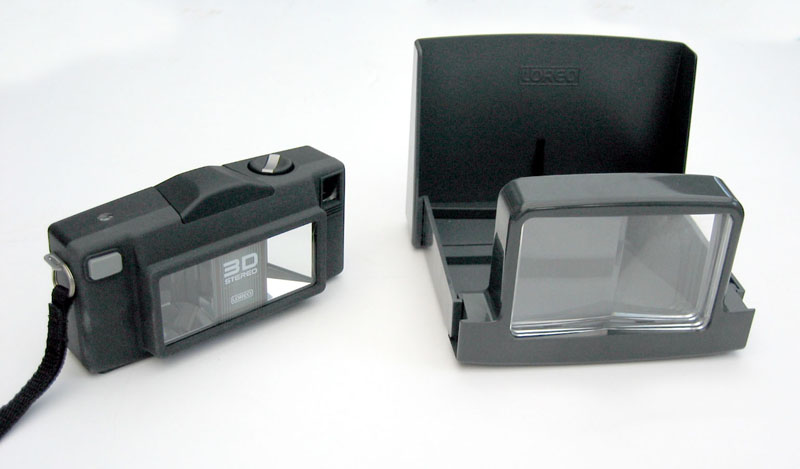
Kit Loreo stéréoscopique sur pellicule 24 × 36

#### Appareils stéréo argentiques
Beaucoup de stéréoscopistes du monde entier, soucieux de la qualité de leur production, continuent dans les années 2000 à pratiquer la photographie argentique, et particulièrement la diapositive, plus belle que jamais. Ils ont fini par s’équiper d’appareils 24 × 36 doubles, souvent reflex, fabriqués de manière tout artisanale par des spécialistes méticuleux, capables d’assembler deux appareils monoculaires du commerce, de les scier et de les réunir physiquement, mécaniquement, et même électroniquement si nécessaire.
L'entreprise allemande RBT (Raum Bild Technik) a coupé et assemblé des parties d'appareils photo de plusieurs marques, entre 1990 et 2010, pour en faire des appareils stéréoscopiques à film de haute qualité. Son activité a cessé peu après l'apparition d'appareils stéréoscopiques numériques.
Loreo, une entreprise de Hong Kong distribue toujours un appareil bas de gamme 24 × 36 capable de réaliser des vues stéréoscopiques sur une pellicule 135 ordinaire. Hormis les limitations de l'appareil (boîtier plastique, mise au point fixe), le fait d'avoir les deux vues sur le format original tend à privilégier les sujets à cadrage vertical.

#### Appareils stéréo numériques
Après 2005, la plupart des stéréoscopistes sont passés à la stéréophotographie numérique, prise à l’aide de deux appareils numériques placés côte à côte sur une barrette de leur fabrication, et du plus grand nombre possible de couplages mécaniques ou, plus souvent, électroniques ou informatiques.
Depuis fin 2009, le constructeur Fujifilm propose le premier appareil stéréo numérique grand public : le Finepix REAL 3D W1. L'appareil comporte deux capteurs, distants d'un espace interoculaire de 77 mm. Simultanément, chaque capteur prend une photo, et un seul fichier de type .MPO contenant les deux photos, sera sauvegardé. Avec un logiciel comme StereoPhoto Maker, il est ensuite possible d'afficher la photo en relief selon différentes techniques comme l'anaglyphe, la vision parallèle ou la vision croisée. L'écran de contrôle auto-stéréoscopique situé au dos de l'appareil permet d'afficher les images en relief sans lunettes, aussi bien lors de la prise de vue que pour la relecture des images 3D enregistrés.
En 2010 apparaît le Finepix REAL 3D W3 avec une base de prise de vue de 75 mm et la possibilité d'enregistrer des vidéos HD 3D. L'écran de contrôle auto-stéréoscopique est plus grand que celui du W1 et possède un plus grand nombre de pixels.
En 2011, plus précisément le 26 février au Japon, Nintendo sort la Nintendo 3DS, un appareil de jeu permettant d'afficher des images en 3D auto-stéréoscopique qui permet également de prendre et de visualiser (directement sur la console) des photos en 3D sous la forme d'images .MPO.
En avril 2011 sort le Bloggie 3D de Sony.
En juillet 2011 sort l'optimus 3D de LG, suivi par l'EVO 3D de HTC.
En décembre 2011 sort le Lumix 3D1 de Panasonic.
La plupart de ces appareils stéréoscopiques des années 2010 ont des "bases" (intervalle entre les deux objectifs) assez courtes, donc sont surtout adaptés aux prises de vues de près, par exemple des portraits vus de moins d'un ou deux mètres.
En 2012 sort le Lumix TZ30 de Panasonic qui ne possède qu'un seul objectif, mais que l'opérateur déplace horizontalement devant lui sur une dizaine de cm. Un algorithme choisit, parmi les photos prises en rafale pendant le déplacement, les deux qui donnent le meilleur effet stéréoscopique. Mais il est impératif que rien n'ait bougé dans le champ pendant ce temps.
Hasbro offre aussi des lunettes stéréoscopiques appelées my3D qui permettent de voir en 3D sur l'iPhone et l'iPod. Outre la possibilité de jouer à des jeux en 3 dimensions, il est aussi possible de prendre et visualiser des photos sur son iPhone ou son iPod grâce à l'application ShowMe3D sortie dans l'App Store en octobre 2011.
En 2013, est sorti par la firme Gopro un caisson pour utiliser en synchronisation 3D deux caméras sportives Hero3+.
En 2019, la firme Vuze a proposé une caméra 360° utilisable aussi en stéréo 180° Vuze XR. Elle est construite autour de 2 objectifs fischeye repliables.
En 2022, la firme Kandao a produit un appareil stéréo original: le Qoocam ego 3D.  Il possède une base de 65mm et un viseur/afficheur stéréoscopique. 

## Quelques modèles typiques d’appareils stéréoscopiques

### Vérascope Richard

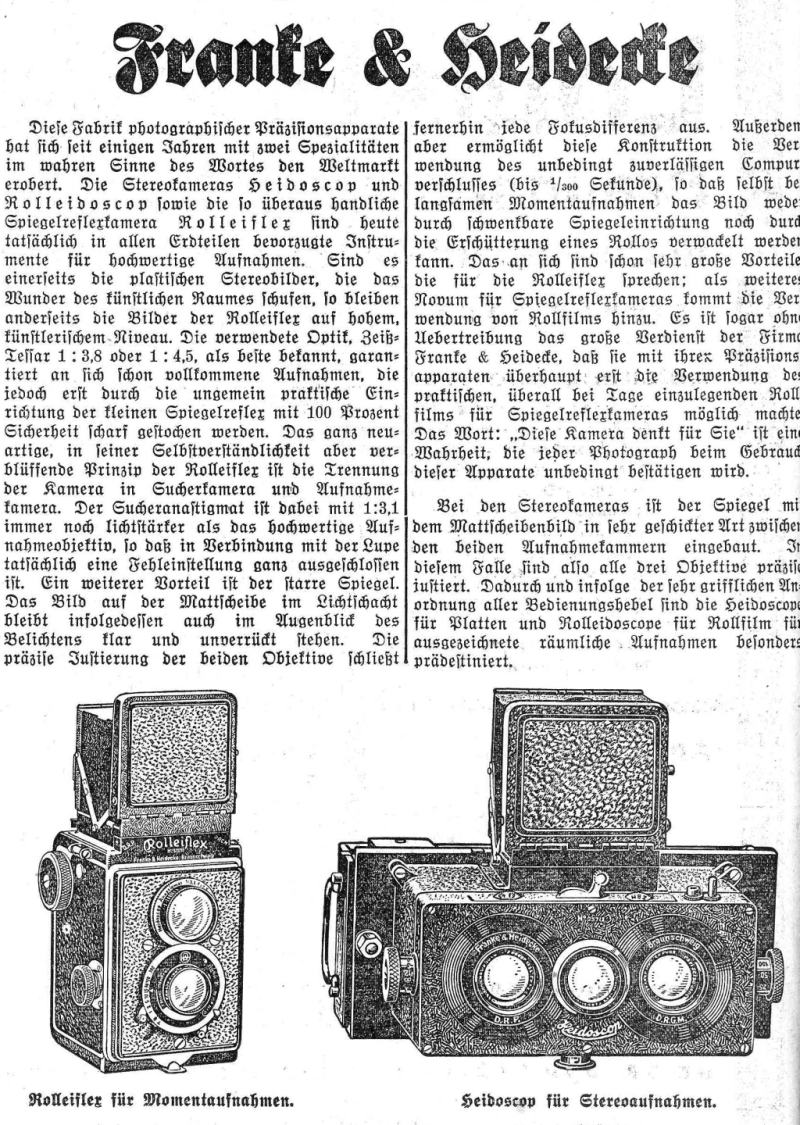
Rolleiflex et Heidoscop, 1930

Produit par Jules Richard des années 1890 à 1930, le Vérascope existait en format 45 × 107 mm ou 6 × 13 cm (et marginalement, en format 7 × 13 cm). Il était en laiton bleui chimiquement, et existait en de nombreuses versions, suivant les exigences du client. Viseur à cadre ou central optique, mise au point à rampe hélicoïdale ou pas de mise au point du tout, obturateur rapide ou non, magasin à plaques, dos film ou simples rainures pour châssis, les finitions étaient variées, et les prix aussi. Pour finir, les objectifs allaient du très ordinaire au plus raffiné.

### Heidoscop et Rolleidoscop
Cheval de bataille de Franke et Heidecke durant les années 1920, bientôt délaissé au profit du Rolleiflex bi-objectif, mais monoculaire auquel il donne directement naissance dès les années 1930 (le prototype du Rolleiflex est un Rolleidoscop douloureusement amputé de moitié et tourné de 90°), le Heidoscop (à plaques ou pellicule) ou Rolleidoscop (à pellicule exclusivement) existe en 45 × 107 mm et en 6 × 13 cm. Les objectifs sont toujours des Tessar Carl Zeiss Iéna. Le troisième objectif central assure une visée reflex (cadrage et mise au point) de grande précision. On n'a en quelque sorte jamais fait mieux en matière d'appareils stéréoscopiques, et même photographiques…

### Stereo Realist
Sorti après la guerre dans des conditions d'approvisionnement difficiles, même dans son Wisconsin natal, ce solide appareil est construit autour du Kodachrome en cartouche de film 35 mm. Il en résulte un format double 23 × 21 mm presque carré et bien adapté à la stéréoscopie, à observer en visionneuse (stéréoscope), ou à projeter en lumière polarisée. Enfin on disposait tout à la fois du relief et de la couleur ! Visée centrale entre les objectifs, mais sans chambre de visée. Cet appareil a été vendu à plus de cent mille exemplaires.

### Vérascope 40

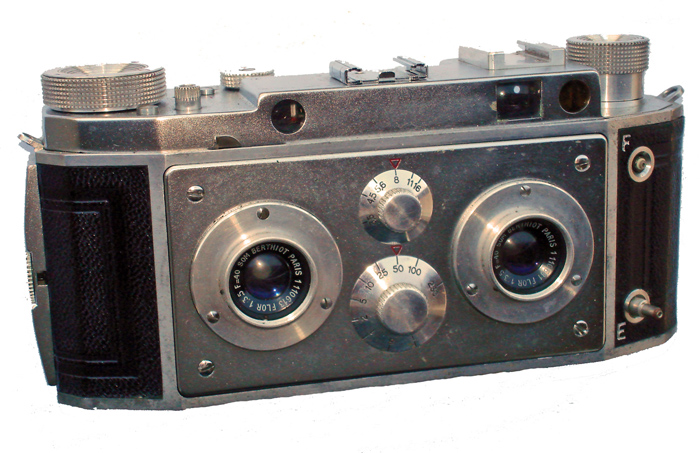
Vérascope 40

Dernier appareil des Ets Jules Richard avant que ceux-ci ne se consacrent exclusivement à la production d'instruments de mesure, le Vérascope 40 (ou Vérascope f40), bien que disponible dès 1938 ou 1939 (c'est prouvé par des témoignages directs et des photographies prises durant le deuxième conflit mondial), ne commence à être connu du public qu'après 1946. Encore est-il inaccessible à la plupart des bourses de cette époque. Cela ne facilitera pas sa diffusion. Il est exporté aux États-Unis sous le nom de Bush Verascope f40. C'est un appareil raffiné, pas du tout industriel. Visée d'époque, mais mise au point télémétrique. Capable de produire, souvent, des photographies excellentes, sur film 35 mm, en format double 24 × 30 mm. Cet appareil dispose de deux modes de fonctionnement (régimes dans la terminologie de Jules Richard) : monoculaire et stéréoscopique. Un bouton placé près du déclencheur permet de passer d'un régime à l'autre. En régime monoculaire, un volet occulte la fenêtre de droite et seul l'objectif de gauche participe à la prise de vues. Le F40 possède un système de sécurité très évolué ne permettant pas de "doubler" les vues : le fait de faire avancer la pellicule arme l'obturateur et l'avancement de la pellicule est impossible lorsque l'obturateur est armé. Pour ne pas fatiguer le mécanisme, il est conseillé de stocker ce boîtier obturateur désarmé, donc de ne l'armer qu'au dernier moment. Les vitesses sont les suivantes : T - B - 1/1 - 1/2 - 1/5 - 1/10 - 1/25 - 1/50 - 1/100 et 1/250 de seconde. Les diaphragmes vont de f/3,5 à f/16. Les objectifs sont des SOM-Berthiot Paris Flor 1:3.5 f=40mm (on peut penser que son nom vient de là). Les accessoires sont :
1) une sacoche équipée d'un écrou de pied au pas du congrès pour pouvoir être montée sur un pied avec le boîtier
2) différents types d'écran (filtre)
3) deux types de bonnettes d'approche (n° 1 pour la photo à 40cm et n° 2 pour la photo à 30cm)
4) deux pare-soleil à friction avec leur étui qui se montent indifféremment sur l'avant des objectifs, les filtres ou les bonnettes d'approche
5) un viseur redresseur pour permettre la visée en plongée ou en contre-plongée. En dehors de la sacoche et des pare-soleil, tous les accessoires sont en option.
Les modèles d'après-guerre sont équipés de 1 ou 2 prises de synchronisation coaxiale. Lorsqu'il n'y en a qu'une, cette prise peut se trouver indifféremment en haut ou en bas de la cuirette de gauche. Le manuel en français du F40 au format .PDF se trouve ici.

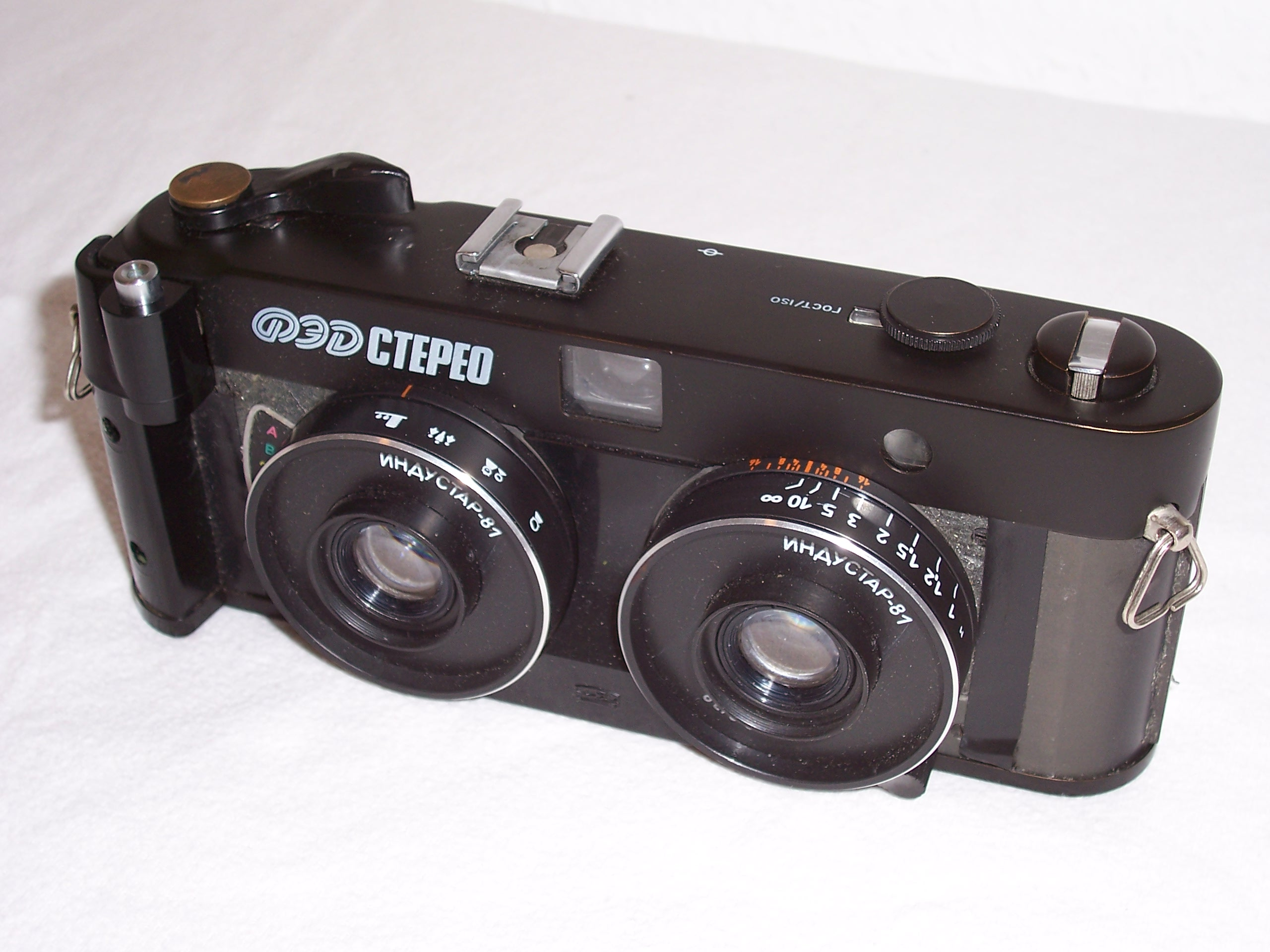
Fed-Stereo, appareil stéréo (Kharkov, Ukraine) à partir de 1989

Deux appareils stéréo 24 × 30 apparurent par la suite : le Belplasca (VEB Belca, Dresde, 1955) et le Fed-Stéréo (Fed, Kharkov, 1989), semi-automatique.

### Autres
- Stereocrafters Videon

## Appareils pour images gaufrées

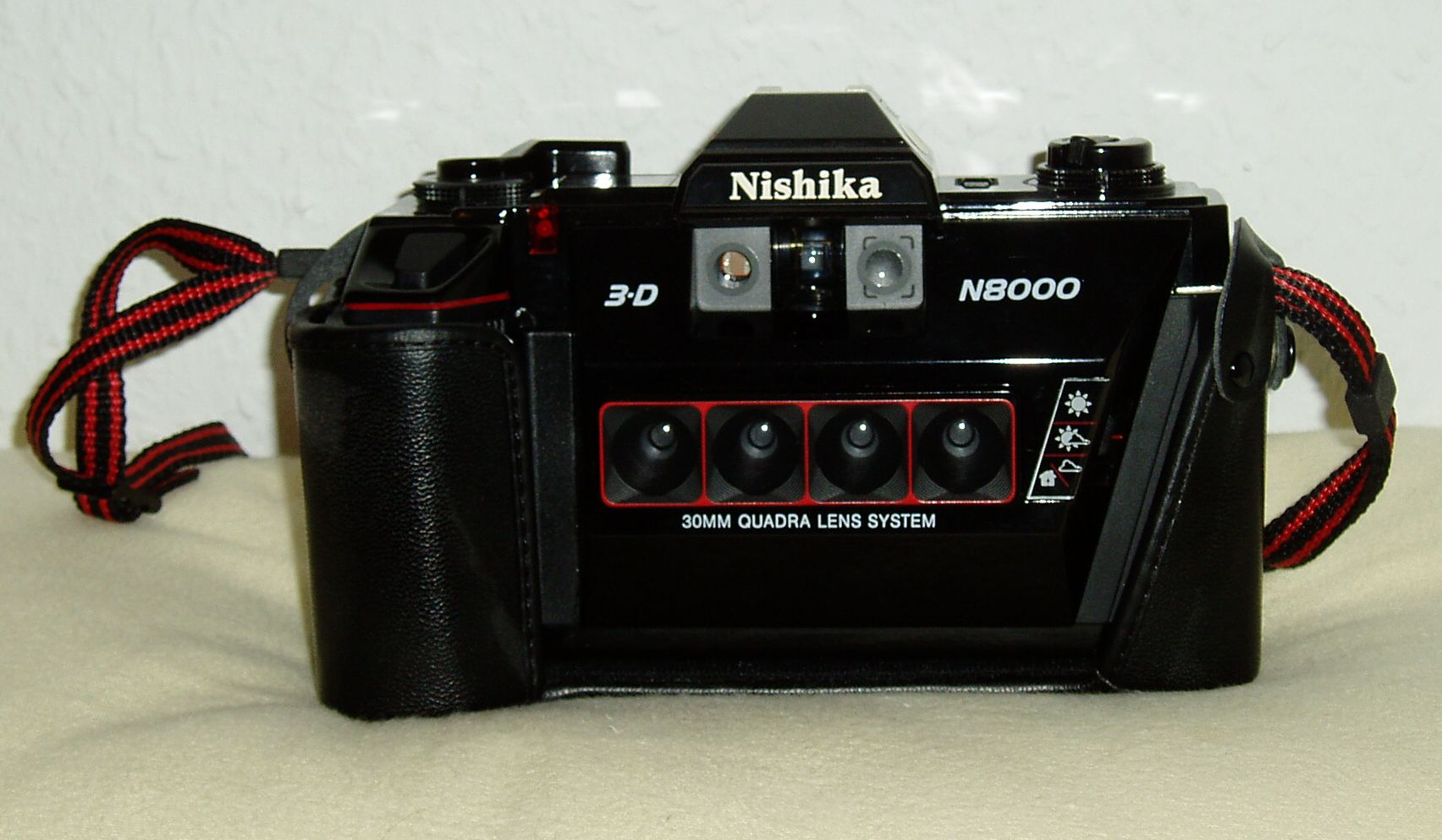
Appareil Nishika (1989), appareil à quatre objectifs pour la production d'images gaufrées

La production d'images gaufrées (ou à réseaux lenticulaires) exige des appareils spécifiques comportant au moins trois objectifs, parfois bien davantage. Dans les années 1980 sont apparus, de manière épisodique, des appareils à quatre objectifs (Nimslo, Nishika), puis trois seulement, destinés à la production grand public d'images gaufrées.